# Pulo Seuke
Pulo Seuke is een bestuurslaag in het regentschap Aceh Utara van de provincie Atjeh, Indonesië. Pulo Seuke telt 104 inwoners (volkstelling 2010).